# 凯撒施图尔山
凯撒施图尔山（發音：[ˈkaɪzɐʃtuːl] ⓘ）是上莱茵低地带中一片由火山作用而成的小型中等山脉，最高海拔为556.8米。它位于德国巴登-符腾堡州西南部，覆盖埃门丁根和布赖斯高-上黑林山两县。

## 名称来源
凯撒施图尔山的名称可能来源于奥托三世国王，他于994年12月22日在萨斯巴赫附近举行了一次朝廷会议。在这次会议之后，整座山脉被称为“国王的宝座”（Königsstuhl）。而当奥托三世于996年5月加冕为皇帝后，“王座”即改名为“皇座”（Kaiserstuhl）。

## 地理
从自然地理角度来看，凯撒施图尔山是上莱茵低地的一部分，是后者的主要单元。它位于巴登南部，大部分属于布赖斯高-上黑林山县，北部小部分属于埃门丁根县。凯撒施图尔山坐落于莱茵河上游平原中部，西临孚日山脉，东接黑林山，距离弗赖堡市西北约16公里，紧挨着莱茵河东岸、德赖萨姆河稍西。莱茵河流经凯撒施图尔山的最高水位点是在布克海姆附近的堰坝，达海拔179.5米，较莱茵河下游高出377米。
凯撒施图尔山从最东北端里格尔附近的米夏埃尔山延伸至最西南端伊林根附近的福伦山，全长约15公里，最宽处约为12.5公里。

### 山峰
- 骷髅头山（556.8米）：距比肯佐尔以东约1.6公里，设有福格茨堡-托滕顶电信发射塔和诺因林登观光塔
- 艾谢尔峰（521.3米）：距艾希施泰滕以西约3公里，设有艾谢尔峰观光塔
- 卡塔林妮山（Katharinenberg，491.9米）：距阿莫尔滕东南偏南约1.3公里
- 比萨姆山（Bisamberg，469.6米）：距阿莫尔滕以南约1.2公里
- 施塔弗尔山（Staffelberg，447.6米）：距谢林根西北偏北约1.5公里
- 巴德山（Badberg，自然保护区，432.7米）：距奥伯贝根以东约1.5公里
- 霍尔采克山（Holzeck，431.9米）：距伊林根东北偏北约1.7公里，设有发射塔
- 霍赫布克山（Hochbuck，375.2米）：距阿赫卡伦以南约900米
- 施洛斯山（Schlossberg，351.9米）：距阿赫卡伦西北约500米，设有赫欣根堡遗址
- 伯瑟尔斯山（Böselsberg，340.1米）：距瓦森韦勒西北约500米
- 霍赫山（288.7米）：距耶赫廷根东北约900米
- 比克森山（Büchsenberg，283.7米）：距阿赫卡伦以西约1.3公里